# ヘレン・トーマス
ヘレン・トーマス（Helen Thomas、1920年8月4日 - 2013年7月20日）は、アメリカ合衆国のジャーナリスト。57年間に渡ってユナイテッド・プレス・インターナショナル（UPI）に勤務し、ホワイトハウスでジョン・F・ケネディ以降の歴代11人のアメリカ合衆国大統領の取材にあたってきた。

## 経歴
ヘレンは1920年、ケンタッキー州のウィンチェスターで生まれた。ミシガン州デトロイトで育ち、ウェイン大学に進学。1942年に学士号をとって卒業した。ジャーナリズムに関連する彼女の最初の仕事は、ワシントン・デイリー・ニューズでの原稿運びであった。しかし記者に昇進した直後、新聞社の大規模な雇用削減のため解雇された。
1943年、ヘレンはUPIに就職しラジオ放送の女性向けの話題を執筆した。10年後、UPIのコラム「Names in the News」を執筆し1955年以降は司法省、連邦捜査局、保健教育福祉省といった連邦機関を担当するようになった。1959年から1960年にかけて、Women's National Press Club（WNPC）の理事長を務めた。
1960年11月、ヘレンは次期大統領・ケネディの取材を始め1961年1月より彼の後を追い、UPI通信員としてホワイトハウスに入った。ケネディの任期中、彼女は「ありがとう、大統領閣下」の結び文句とともに「大仏座像」（the Sitting Buddha）として知られるようになった。
ヘレンは1972年のニクソン大統領の歴史的中国訪問に随行したただ一人の女性出版ジャーナリストである。彼女はニクソン、フォード、カーター、レーガン、ジョージ・H・W・ブッシュ、クリントン、ジョージ・W・ブッシュとともに世界を旅し全ての経済サミットを取材している。
ヘレンは後にUPIのホワイトハウス担当チーフとなり、2000年5月17日に辞職するまで勤務した。彼女の辞職直前、UPIはワシントン・タイムズを抱えるニューズ・ワールド・コミュニケーションズ（NWC）に買収された。以後、彼女はフリーランスの特派員兼King Features Syndicateのコラムニストとなった。
誕生日がオバマと同じ8月4日のため、彼女が89歳の2009年にはホワイトハウスに招かれ共に誕生日を祝った。
クリントン大統領退任に際してホワイトハウスが作成したジョークビデオに、一人だけ会見場に座ってクリントンに「まだいたの!」と声を掛ける役で出演している。
2013年7月20日、ワシントンの自宅で死去した。92歳没。

## UPI退社にあたって
ヘレンはワシントン・タイムズの守旧的な論調ゆえに辞めたのかという声に対し、「NWCは文鮮明率いる統一教会と関わりがあるからだ」と応じた。

## ブッシュ政権下の言動

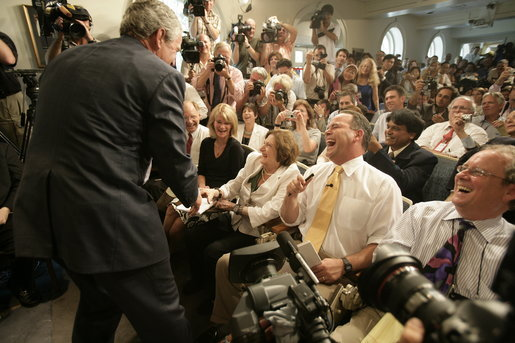
ヘレン・トーマス（写真中央）とジョージ・W・ブッシュ（左）

伝統的にヘレンは、ホワイトハウス・プレス会議において最前列に座り、最初に質問を行っていた。しかし2006年に行われた彼女へのインタビューによれば、この伝統は彼女が最早通信社の代表者ではないという理由で終わりを告げた。
以来彼女はプレス会議中は後列に座っている。なお、会見中彼女が前列に位置どるのは以前と変わらない。彼女は毎日のように指名されるが、従来のように「ありがとう、大統領閣下」と述べて会見を締めくくることはなくなった。
どうして今は後列に座るのかと問われると、「彼らは私が好きじゃないのよ。…私は多すぎるほど質問をするから」と答えた。
2006年3月21日、トーマスは3年間ぶりにブッシュ大統領から直接指名され彼女は、イラクについて質問した。
アメリカ合衆国大統領ジョージ・W・ブッシュは、対テロ戦争全体についてコメントし、侵攻の理由について「サッダーム・フセインが、査察を通じて全てを明らかにすることを拒んだからだ」と答えた。ヘレンは保守的なコメンテーターから、彼女がブッシュ大統領に投げかけた質問に対し批判を受けた。
ヘレンは、ブッシュ大統領への意見を公然と述べている。職業ジャーナリスト協会での講演の後、サインを求めてきた者が訊いた「あなたはなぜ悲しそうにしているのか」との問いに対し彼女は「私はアメリカ史上最悪の大統領を取材しているのよ」と言った。彼女が答えた相手はDaily Breeze誌のスポーツライターで、彼女のコメントは出版された。その後40年以上にわたった経歴の中で、初めてプレス会議で指名されなくなると、彼女は大統領に謝罪の手紙を送った。
2006年7月18日のホワイトハウスプレス会議において、「合衆国は全くの無力ではありません。合衆国はレバノン爆撃を止めさせることができたはずです。イスラエルに対し十分な影響力を持っているのだから。レバノンとパレスチナへの集団懲罰（collective punishment）を支持する…、それがこの国の考えだということです」。報道担当官トニー・スノーは応じた。「ヒズボラ側の見方をどうもありがとう」と述べた。

## 反イスラエル発言
2010年5月27日、ヘレンはラビライブ・ドットコムのインタビューで「ユダヤ人たちはパレスチナから出て行け」「あの人たち（パレスチナ人たち）は占領されている。あれは彼らの土地だ」「(イスラエルに在住する)ユダヤ人たちは、ポーランドでも、ドイツでも、アメリカでも、どこへでも帰ればいい」と発言し、物議を醸した。彼女は後に謝罪したが、アメリカのユダヤ人団体「名誉毀損防止同盟」（ADL）が「十分な謝罪になっていない」と反発したほか、ロバート・ギブズ大統領報道官は「攻撃的で非難されるべき」、ホワイトハウス特派員協会も「弁解の余地ない」発言と批判した。この責任を取って6月7日、ヘレン・トーマスはジャーナリストを引退した。

## 賞など
- 1976年11月 - 『ワールド・アルマナック』の「アメリカで最も影響力を持つ女性25人」（25 Most Influential Women in America）に選ばれる。
- 1986年 - ミシガン女性殿堂に入る。
- 1989年 - ミズーリ州ジャーナリズムスクールより"Missouri Honor Medal for Distinguished Service in Journalism"を授与される。
- 1989年 - "International Women's Media Foundation Lifetime Achievement Award"を受賞する。
- 1998年 - ホワイトハウス特派員協会により、彼女の名前を冠して設立された"Helen Thomas Lifetime Achievement Award"を受賞する。
- 2003年 - 全米婦人機構より"Intrepid Award"を受賞する。
- 2006年5月25日 - ミシガン名声の歩道に加わる。
- 2007年5月20日 - ジャーナリストにおけるジェンダー差別を克服した功績によりシエナ大学より名誉学位を授与される。